# Éliézer Ben-Yehoudah
 (décembre 2014).
Si vous disposez d'ouvrages ou d'articles de référence ou si vous connaissez des sites web de qualité traitant du thème abordé ici, merci de compléter l'article en donnant les références utiles à sa vérifiabilité et en les liant à la section « Notes et références ».
Éliézer Ben-Yéhouda (hébreu : אֱלִיעֶזֶר בֶּן־יְהוּדָה), né Éliézer Isaac Perelman Elianov, à Lojki, dans l'Empire russe (aujourd'hui en Biélorussie), le 7 janvier 1858,, mort à Jérusalem le 16 décembre 1922, journaliste et philologue juif. En tant que lexicographe, il joue un rôle de premier plan dans la résurrection de l'hébreu comme langue parlée (l'hébreu moderne), près d'un siècle après la renaissance de l'hébreu comme langue littéraire, au commencement de la Haskala. Ses enfants Itamar Ben-Avi (Ben-Zion) et Dola sont considérés comme étant les premiers locuteurs natifs de l'hébreu moderne.

## Biographie

### Famille
Son père est Yéhouda Leib et sa mère Feyga Perelman. Tous deux sont juifs hassidiques (Hassidim Habad) et parlent le yiddish.

### Éducation
Comme bon nombre de garçons juifs élevés en Europe de l’Est à la même époque que lui, il sera en contact avec l'hébreu biblique et talmudique pendant neuf ans. En effet, dès l'âge de trois ans, il commence l'étude des principaux textes de la liturgie hébraïque que sont la Torah et Mishna. À la suite du décès de son père à l'âge de cinq ans, sa mère confie sa garde à son oncle.
Après avoir atteint l'âge de la majorité religieuse (bar mitsvah), soit 13 ans, son oncle l'envoie poursuivre des études religieuses dans une petite académie talmudique (yeshiva) situé à Polatsk, ville de l'actuelle Biélorussie. Un étudiant qu'il croise par hasard lui ayant conseillé de s'inscrire à la nouvelle petite yeshiva de la ville, il devient l'élève du rabbin maskil Rav Yossi Bloïker qui l'introduira secrètement aux idées juives de la Haskala en lui faisant lire certains livres jugés hérétiques par les orthodoxes. Il lira entre autres Tsohar Ha-Teva (La lucarne de l'Arche), Kour Oni (Robinson Crusoé), le Guide des Égarés de Moïse Maïmonide, Principes et fondements de la sagesse divine de Haïm Z. Slonimski, le Trésor de la sagesse de Zvi Rabinovitch, Ahavat Tsion (L'amour de Sion) de Avraham Mapou. Il se détache de plus en plus de la religion jusqu'au jour où il décide de l'abandon total de ses études rabbiniques. Il est déterminé à entrer au gymnasium (lycée) russe laïc à Dünabourg, une ville de l'actuelle Lettonie, afin d'aller plus tard étudier la médecine à l'université de Moscou. C'est la rupture avec son oncle et le jeune Éliézer se voit livré à lui-même.
Un homme d'affaires hassidique, Samuel Naphtali Herz Jonas, de Glubokoye l'adopte alors. C'est dans cette famille qu'il rencontre sa future femme, Déborah, fille ainée de son nouveau parrain. De quatre ans plus âgée qu'Éliézer, elle lui apprendra le russe, le français et l'allemand.
À peine arrivé à Dünabourg, il est présenté à un juif nommé Vitinski, qu'il considérera comme son second maître. Vintinski subvient alors à ses besoins primaires durant une année et l'aide à se préparer à l'entrée en classe terminale au gymnasium de la ville. Le maître le met en contact avec les idées du nihilisme russe, lui faisant découvrir Piotr Lavrov, Dmitri Pissarev et Nikolaï Tchernychevski. Dans son autobiographie, Ben-Yéhouda confesse qu'à cette époque, il rompt presque totalement avec son appartenance à la communauté juive. La seule chose qui l'empêche de devenir complètement russe est son attachement à la langue hébraïque. Il continue de lire tout texte hébreu qui lui tombe sous la main. Il devient entre autres lecteur du journal mensuel Ha Shahar de Peretz Smolenskin.
En 1876, les Bulgares se soulèvent contre la puissance ottomane.
C'est au cours de ces années qu'il en vient à la conviction ferme que les juifs forment un peuple, lequel a droit, comme tous les autres peuples, à se constituer en État-Nation quelque part sur Terre. Dans une autobiographie qu'il écrit entre 1917 et 1919, il explique que c'est à cette époque, vers l'âge de 17 ans, qu'il se laisse envahir par l'idéal qu'est la renaissance du peuple juif et de sa langue historique sur la terre des ancêtres, Eretz Israël. Malgré le pessimisme des auteurs juifs de cette époque face à l'avenir de la langue hébraïque et même face à son utilité, il acquiert la conviction qu'il faut tenter de reconstituer, sur Eretz Israël, une nation juive parlant l'hébreu, seule langue commune à tous les Juifs. Mais l'hébreu n'est plus la langue maternelle d'aucun juif depuis des siècles. Après avoir lu la traduction russe du roman anglais Daniel Deronda de George Eliot, il prend la décision de se rendre à Paris pour y étudier la médecine et se donner une autonomie financière. Il projette déjà de s'installer en Palestine par la suite.
En 1877, à l'âge de 19 ans, il termine ses études secondaires et en 1878, il quitte Dünabourg pour la France.

### Paris
C'est dans un café du Quartier latin qu'il fait la rencontre de son troisième maître, un journaliste russe du nom de Tchachnikoff, correspondant au Rouski Mir. De famille noble et ami de la princesse Troubetskaïa, le journaliste, dans la quarantaine, le prend sous son aile et grâce à cette rencontre, Éliézer apprend tous les secrets du journalisme et du monde politique parisien. Il accompagne Tchachnikoff aux débats de la Chambre des députés et au théâtre. Pour subvenir à ses besoins et payer ses études, Tchachnikoff lui procure des travaux de traduction du français au russe.
Il commence des études médicales à l'Université de Paris (la Sorbonne). Au cours de son premier hiver dans la ville, il contracte la tuberculose, maladie mortelle encore aujourd'hui. Les médecins qu'il consulte craignent pour sa vie et lui conseillent de quitter la France pour un pays où les hivers sont moins froids. Sa condition de santé le forcera bientôt à abandonner ses études médicales, mais pas avant d'avoir fait connaître son projet à Paris.
Lorsque Éliézer se risque finalement à confier à son ami journaliste le secret de sa venue à Paris, Tchachnikoff l'appuie et l'incite à faire connaître, par le biais des journaux, son idée de la résurrection de l'hébreu.
Sous le nom de plume E. Ben-Yéhouda, il soumet un article intitulé She'elah Lohatah (Une question brûlante) au journal Ha Maguid, mais sans succès. Son article est finalement publié en 1879 dans le journal Ha Shahar. Dans ce texte annonciateur du sionisme politique, il défend la thèse que l'hébreu ne peut exister que si une nation juive revit sur la terre de ses ancêtres.

« Pourquoi en êtes-vous arrivés à la conclusion que l'hébreu est une langue morte, qu'elle est inutilisable pour les arts et les sciences, qu'elle n'est valable que pour les « sujets qui touchent à l'existence d'Israël » ? Si je ne croyais dans la rédemption du peuple juif, j'aurais écarté l'hébreu comme une inutile entrave. J'aurais admis que les maskilim de Berlin avaient raison de dire que l'hébreu n'avait d'intérêt que comme un pont vers les Lumières. Ayant perdu l'espoir dans la rédemption, ils ne peuvent voir d'autre utilité à cette langue. Car, Monsieur, permettez-moi de vous demander ce que peut bien signifier l'hébreu pour un homme qui cesse d'être hébreu. Que représente-t-il de plus pour lui que le latin ou le grec ? Pourquoi apprendrait-il l'hébreu, ou pourquoi lirait-il sa littérature renaissante ? »

« Il est insensé de clamer à grands cris : « Conservons l'hébreu, de peur que nous ne périssions ! » L'hébreu ne peut être que si nous faisons revivre la nation et la ramenons au pays de ses ancêtres. C'est la seule voie pour réaliser cette rédemption qui n'en finit pas. Sans cette solution nous sommes perdus, perdus pour toujours. »

« […] Il ne fait guère de doute que la religion juive sera capable de survivre, même en terre étrangère. Elle changera son visage selon l'esprit du moment et du lieu, et son destin sera celui des autres religions. Mais la nation ? La nation ne pourra vivre que sur son sol, et c'est sur cette terre qu'elle renouvellera sa jeunesse et qu'elle produira de magnifiques fruits, comme dans le passé. »

Son texte n'ébranle pas les hommes de la Haskala, qui selon Ben-Yéhouda avaient pour la plupart déjà renoncé autant à la religion qu'à l'héritage national juif et n'envisageaient l'usage de l'hébreu que comme moyen de favoriser l'intégration des juifs aux différentes nations de l'Europe. Berl Dov Bar Goldberg par exemple, que Ben-Yéhouda fréquente régulièrement durant son séjour à Paris, n'est pas du tout favorable à son projet de résurrection national.
C'est chez Goldberg que Ben-Yéhouda rencontre plusieurs juifs célèbres tels Michaël Erlanger, responsable des œuvres charitables d'Edmond de Rothschild, Mordechaï Edelman rédacteur du journal socialiste Ha Emet (La vérité), ainsi que Getzel Zelikovitch, qui se fait connaître au cours de la Crise de Fachoda. La prononciation séfarade de l'hébreu parlé par ce dernier eut un grand effet sur Ben-Yéhouda qui l'entendait pour la première fois.
C'est à Paris qu'il prend l'habitude de ne converser qu'en hébreu avec les juifs qu'il rencontre.Pour les besoins de ses propres conversations, il dresse une liste de mots hébreux anciens et contemporains et se met même à inventer de nouveaux mots pour décrire des choses et des idées qui n'avaient alors pas de mots associés dans cette langue. Dans son autobiographie, il affirme que "milon" (dictionnaire) est en fait le premier néologisme qu'il a conçu dans cette langue adoptive.
En 1880, il publie deux articles dans le journal Havatzelet (Le lis) de Israël Dov afin de prôner l'utilisation de l'hébreu comme langue d'enseignement dans les écoles de Jérusalem.
Son état de santé se détériore rapidement. Les médecins qu'il rencontre lui interdisent de fréquenter les laboratoires de la faculté de médecine et lui suggèrent de quitter la France pour un pays plus chaud. Croyant qu'il succombera bientôt à sa maladie, il prendra la décision de se rendre à Jérusalem le plus tôt possible. À défaut d'une carrière de médecin, il participe à des séminaires données par l'Alliance israélite universelle (AIU) espérant se qualifier pour un poste d'enseignement à l'école d'agriculture Mikvé-Israël de Charles Netter. Il est jugé inapte au travail. Cependant Netter le fait admettre à l'école normale des enseignants de l'AIU. L'assyriologue Yoseph Halévi sera un de ses professeurs.
Lorsque Ben-Yéhouda se met à cracher du sang, le médecin de l'École normale le fait hospitaliser à l'hôpital Rothschild. C'est alors qu'il est hospitalisé qu'il rencontre Abraham Moshé Luntz, lui aussi hospitalisé, qui lui apprend que les différentes communautés juives déjà établies en Israël, les ashkénazes, séfarades, maghrébins et géorgiens, ont déjà l'habitude de se parler en hébreu séfarade, seule langue comprise de tous. Après deux semaines passées à l'hôpital, son médecin ordonne de quitter la France pour un pays du Sud. C'est l'hôpital qui finance son voyage à Alger où il reprend des forces durant la période hivernale. Il retourne en France à la fin de l'hiver, mais reste très peu de temps : il décide qu'il doit rencontrer le propriétaire du Ha Shahar qui, contrairement à lui, croit possible que le peuple juif vive sa vie de peuple, même en exil. Il passe donc à Vienne, aux frais de son ami russe.

### Vienne, Jaffa
Arrivé à Vienne, il se rend directement au domicile de Peretz Smolenskin. La femme de celui-ci lui apprend qu'il n'est pas à la maison mais en Russie depuis deux mois pour enquêter sur les pogroms qui viennent d'éclater en plusieurs points de cet empire. Smolenskin revient chez lui quelque deux semaines après l'arrivée de Ben-Yéhouda. Il est alors inutile à ce dernier de convaincre le propriétaire du Ha Shahar de quoi que ce soit puisque celui-ci a complètement changé d'opinion.
Entre-temps, sa fiancée Déborah l'avait rejoint avec la ferme intention de le suivre où qu'il aille. Il commence à enseigner l'hébreu à Déborah qui comme toutes les femmes juives de l'époque n'a jamais appris à parler cette langue. Le jeune couple se marie au Caire en Égypte. Lors de leur voyage de noces, ils explorent quelques villes de la Méditerranée sur leur chemin vers la Palestine ottomane. Ils s'arrêtent à Bucarest et Constantinople. L'ami russe de Ben-Yéhouda, Tchachnikoff, les rejoint en cours de route et ils débarquent tous trois au port de Jaffa (aujourd'hui Tel Aviv-Jaffa) au mois d'octobre 1881.
À l'approche de cette ville portuaire, Ben-Yéhouda ressent un malaise, une profonde angoisse, affirme-t-il dans son autobiographie. Il parle même d'un sentiment de dépression, à la vue de la réalité : la terre de ses ancêtres était déjà habitée par des gens qui s'y sentaient chez eux, étaient citoyens et avaient des droits politiques, alors que lui était un étranger sans aucun droit. Au moment de fouler la terre sainte, il ne ressent qu'un puissant sentiment d'épouvante.
Les trois voyageurs se font inviter dans une auberge juive. Ce n'est qu'une fois rendu dans ce lieu et au contact de ses propriétaires, qu'il réussit tranquillement à se libérer de son angoisse.

### Jérusalem
Arrivé à Jérusalem, Israël Dov lui offre de travailler pour son journal Havatzelet. Il devient rédacteur en chef adjoint et se voit offrir un salaire de vingt francs par mois. Il se sert de ce poste privilégié pour promouvoir la renaissance de langue et de la culture hébraïque dans Jérusalem. Son premier article, qui paraît le 12 septembre 1881, dénonce les décisions politiques de l'AIU et invite les Juifs à faire sans elle :

«  […] Aussi, nous disons que la solution préconisée par l'Alliance contre la terre berceau de notre peuple ne sauvera pas la totalité du peuple et il est donc vain d'attendre d'elle le salut qui ne viendra que de nous. Il est vain d'attendre quoi que ce soit de cette société, au risque de nous enfoncer dans l'erreur. Réalisons donc nous-mêmes ce que l'Alliance refuse ! Organisons une grande association qui fera ce que l'Alliance aurait pu et n'a pas voulu faire. »

À cette époque, bon nombre de personnes se laissent gagner par le projet nationaliste juif. À la suite des premiers épisodes de pogroms en Russie impériale, ne se sentant plus en sécurité dans leur pays en raison de leur origine et de leur religion, n'ayant pratiquement plus rien à perdre et ayant tellement perdu déjà, quelque 10 000 personnes quittent le territoire de l'Empire russe pour s'installer en Eretz Israel. C'est la première Aliyah, qui couvre la période de 1881 à 1903. Quelques organisations comme Les Amants de Sion sous la houlette de Moïse Lilienblum et Léon Pinsker de même que le Bilou de Israël Belkind sympathisent avec la cause de l'hébreu comme langue nationale.
Malgré ce contexte, le grand projet de la renaissance de l'hébreu promu par Ben-Yéhouda reste très marginal et ses adhérents doivent surmonter plusieurs obstacles de taille.Ils se buttent entre autres à plusieurs groupes d'intérêts préférant que le français, ou l'allemand ou l'anglais, trois langues européennes fortes, jouent le rôle unificateur qu'Yéhouda projette pour l'hébreu en Israël.
Conscient qu'il devra composer avec la présence à Jérusalem de diverses communautés de croyances et d'individus qui sont de fervents religieux, il entreprend de nouer des liens d'amitié avec toutes les personnes influentes de Jérusalem. Au cours de sa première semaine dans la ville, il rencontre entre autres Yéhiel Michaël Pinès, le délégué de la Fondation Moses Montefiore et le consul russe M. Kouzibnikov.
Bien que découragé d'apprendre qu'à peine 30 000 juifs (quelque 16 000 à Jérusalem et les autres dispersés à Jaffa, Hébron, Safed, Tibériade, Haïfa, Saint-Jean-d'Acre et Sidon) habitent Eretz Israël et qu'ils ne possèdent presque rien en fait d'institutions et de biens fonciers, il se console de constater que les juifs constituent la majorité de la population de la ville sainte, plus nombreux que les musulmans et chrétiens réunis.
Au troisième jour de la Fête des Tabernacles, il accompagne Israël Dov qui rend visite au Hakham Bachi, le rabbin Raphaël Meïr Panigel en poste depuis un an. Très peu impressionné par les qualités d'esprit de Meïr, il l'est cependant par son apparence. Il reste marqué par la physionomie et l'habillement solennel, majestueux et luxueux du personnage qui contraste avec la pauvreté généralisée des juifs de la ville sainte.
Au dernier jour de la Souccot (Hoshanna Rabba), il scelle un pacte avec Pinès, tous deux s'engageant à faire usage exclusif de l'hébreu entre eux, au sein de leurs foyers et dans toutes les situations où leurs interlocuteurs comprennent la langue. Cet unilinguisme volontaire fait partie de la stratégie de propagation de l'hébreu comme langue publique commune des juifs de toutes les nationalités en vue de cimenter leur union en une nationalité hébraïque ressuscitée.
Il décide de se conformer à toutes les règles religieuses juives et adopte les coutumes séfarades, incluant l'habillement moyen-oriental qu'il trouve très élégant. Il mange de la nourriture cacher, se laisse pousser la barbe et porte un tarbouch. Dans son autobiographie, il admet qu'il trouva très difficile de se conformer aux lois religieuses parce qu'il se sentait hypocrite, lui qui était incroyant depuis l'adolescence. Il renonce même à son statut de ressortissant russe et se fait citoyen turc.
En 1882, Nissim Béhar de l'École de l'Alliance israélite universelle, lui propose de devenir enseignant à Jérusalem, offre qu'il n'accepte qu'à condition qu'on lui donne la liberté de donner ses cours en hébreu. Nissim Béhar n'a pas besoin d'être convaincu et accepte la condition, même si elle contrevient à la politique de l'AIU.
C'est à cette époque que les pionniers des « Amants de Sion » que sont Joseph Feinberg, Z. J. Levontin, Moshé Lilienblum élisent la région de Jaffa comme chef-lieu de l'implantation juive. Ben-Yéhouda et Pinès s'y opposent et favorisent plutôt Jérusalem qui est déjà une ville juive reconnue comme telle par les Arabes. Ils sont convaincus que l'implantation de Juifs dans une ville majoritairement arabe comme Jaffa est dangereuse pour le projet de renaissance nationale.
Le 25 juillet 1882 (9 Av 5642), un décret du Sultan interdit formellement aux Juifs de Russie de s'installer en Palestine et d'y acheter des terres. Le décret ne fut levé que 35 ans plus tard. Tous les efforts d'implantations durent se faire au prix de la corruption des agents du gouvernement turc.
C'est le 31 juillet 1882 (15 Av 5642) que naît son premier fils, Ben-Zion Ben-Yéhouda (plus connu sous son nom de plume Itamar Ben-Avi), qui deviendra le premier enfant de l'époque contemporaine à grandir dans une famille ne parlant que l'hébreu. C'est aussi la date de fondation de la principale colonie juive Rishon-lé-Tsion (qui se traduit par premier à Sion).
En 1885, il publie un ouvrage de géographie intitulé Terre d'Israël.
En 1888, il fonde son propre journal qu'il nomme Ha Zvi (Le cerf).
En 1890, avec David Yellin, il fonde le Wa'ad HaLaschon, Comité de la langue [hébraïque] qui deviendra plus tard une Académie de la langue hébraïque.
En 1891, sa femme décède de la tuberculose  après avoir vu plusieurs de ses enfants mourir en bas âge. Il se remarie avec Hemda, la jeune sœur de sa femme, six mois plus tard.
En 1894, il est emprisonné par le gouvernement turc qui l'accuse de sédition. Il sera libéré sur l'intervention du baron de Rothschild après une incarcération d'un an.
En 1897, il fonde le Hashkafah (Vision), un hebdomadaire qui devient bi-hebdomadaire par la suite.
À partir de 1901, il commence un important travail de pionnier dans le domaine linguistique en élaborant son Dictionnaire de la langue hébraïque ancienne et moderne ("Milon Halashon Ha’ivrit ha’yshana vehakhadasha"). Non seulement, il fait l'inventaire de toutes les ressources de langue hébraïque existantes, mais il crée quantité de néologismes pour décrire les réalités de son époque. Il travaille à cette œuvre jusqu'à la fin de sa vie. Les premiers volumes sont publiés en 1910. Sa deuxième femme et son fils Ehud poursuivront son travail et le termineront en 1959.
En 1914, il quitte Jérusalem pour les États-Unis, fuyant la persécution politique.

### Exil aux États-Unis
Arrivé à New York en 1914, il publie un livre intitulé Jusqu'à quelle époque l'hébreu fut-il parlé ?
En 1918, il publie son autobiographie intitulé Le rêve traversé.
Il rentre à Jérusalem en 1919. Depuis, 1917 et la conquête de la région par les troupes du général Allenby, la Palestine est sous mandat britannique.

### Retour au pays
Il mène le combat pour que l'hébreu soit reconnu comme langue officielle en Palestine.
Il fonde Sfaténou (Notre langue), une société pour la diffusion de l'hébreu.
Il fait partie du comité préparatoire pour la création d'une université hébraïque à Jérusalem.
Il décède à Jérusalem le 16 décembre 1922, où il est enterré au Cimetière juif du mont des Oliviers.

## Chronologie
- 1858 - Le 7 janvier, naissance de Eliezer Yitzhak Perelman à Lojki en Russie[23],[24].
- 1862 - Moses Hess fait paraître Rome et Jérusalem.
- 1863 - Son père décède.
- 1877 - Il obtient son diplôme d'études secondaires.
- 1878 - Il quitte la Russie pour la France pour y apprendre la médecine.
- 1879 - Son célèbre article intitulé Une question brûlante (She'elah Lohatah) paraît dans le journal Ha-Shakhar.
- 1880 - Il épouse Déborah Yonas au Caire en Égypte.
- 1881 - En octobre, il s'installe à Jérusalem en Palestine avec sa femme.
- 1881 - Pogroms de masse en Russie impériale suivis de la fondation du mouvement des Amants de Sion.
- 1881 - Il fonde, avec Y.M. Fines, D. Yellin, Y. Meyuhas, and A. Mazie, la société Tekhiyat Israel.
- 1882 - Fondation du mouvement Bilou (Beït Yaakov Léhou Vénelha) par Israël Belkind en Ukraine.
- 1882 - Le 31 juillet, naissance de son premier fils, Ben-Zion Ben-Yéhouda, qui prononça ses premiers mots en hébreu.
- 1888 - Il fonde un journal de langue hébraïque qu'il nomme Ha Zvi (Le cerf).
- 1891 - Il est cofondateur du Comité de la langue hébraïque (Vaad ha-lashon), qui deviendra l'Académie de la langue hébraïque (HaAkademia LaLashon HaIvrit) en 1953.
- 1891 - Sa femme Déborah décède de la tuberculose dont il est porteur aussi.
- 1891 - Il se remarie avec Hemda, la sœur de Déborah.
- 1894 - Le 22 décembre, le capitaine Alfred Dreyfus est condamné à la dégradation militaire et à la déportation au bagne de l'Île du Diable en Guyane après avoir été faussement reconnu coupable de haute trahison par un tribunal militaire français.
- 1894 - Il est accusé de sédition par le gouvernement turc et jeté en prison. Il est libéré un an plus tard.
- 1896 - Parution du livre L'État juif (Der Judenstaat) de Theodor Herzl.
- 1897 - Le 3 septembre, l'Organisation sioniste mondiale est créée lors du premier congrès sioniste tenu à Bâle en Suisse.
- 1898 - Le 13 janvier, à la suite de l'affaire Dreyfus, Émile Zola publie une lettre ouverte au président de la République dans L'Aurore sous le titre « J'accuse… ! ».
- 1898 - Il met sur pied les premières écoles primaires et jardins d'enfants pour les jeunes hébréophones.
- 1909 - Création de l'Union pour la langue et la culture hébraïques (Brit Ivrit Olamit).
- 1910 - Il publie le premier volume de son Dictionnaire de la langue hébraïque ancienne et moderne.
- 1914 - Il fuit Jérusalem sous le coup de persécutions de la part des autorités ottomanes et s'installe à New York avec sa famille.
- 1914 - Il publie un livre intitulé Jusqu'à quelle époque l'hébreu fût-il parlé ?
- 1917 - Le 2 novembre, déclaration de Balfour.
- 1918 - Parution de son autobiographie intitulée Le rêve traversé.
- 1919 - Il retourne à Jérusalem à la fin de la Première Guerre mondiale.
- 1919 - Naissance du premier quotidien hébreu, le Haddashot ha Haarets.
- 1922 - Le 21 décembre, il décède à Jérusalem[23].
- 1948 - L'hébreu devient une langue officielle de l'État d'Israël aux côtés de l'anglais et de l'arabe.
- 1953 - Fondation de l'Académie de la langue hébraïque.
- 1954 - Le rabbin David Feuerwerker introduit l'hébreu au Baccalauréat français.

## Ouvrages
- Terre d'Israël, Jérusalem, 1885 (ouvrage de géographie)
- Ha Zvi (Le cerf), Jérusalem, 1888 (journal hebdomadaire en hébreu transformé en un quotidien nommé Ha Or (La lumière) en 1908)
- Hashkafah (Vision), Jérusalem, 1897 (hebdomadaire)
- Thesaurus de la langue hébraïque ancienne et moderne, Jérusalem, 1901 (cinq volumes sur dix-sept)
- Jusqu'à quelle époque l'hébreu fut-il parlé ?, New York, 1914
- Le rêve traversé, New York, 1918 (autobiographie)

### Livres
- Gérard Haddad. La Renaissance de l'hébreu. Le rêve traversé par Éliézer Ben-Yéhouda. Mémoires du premier enfant hébreu par Ithamar Ben-Avi. La psychose inversée par Gérard Haddad, Bruges : Éditions Desclée de Brouwer, 1998, 425 p.  (ISBN 2-220-04096-8)
- Maurice Adad. Éliézer Ben-Yéhouda. Le rêve et sa réalisation et autres textes. La renaissance de l'hébreu parlé. Introduction et notes de Réuven Sivan. Traduit de l'hébreu par Maurice Adad, Paris : L'Harmattan, 2004, 278 p.  (ISBN 2-7475-6750-8) (aperçu)

### Sites Web
- Eliezer Ben Yehouda, la renaissance de l'hébreu, un portrait de Freddy Eytan, sur le site du CAPE-JCPA
- « Eliezer Ben Yehuda », dans le site Web de l'Agence juive pour Israël, 1998
- Jacques Leclerc. « Israël : Données historiques », dans L'aménagement linguistique dans le monde, mise à jour le 31 décembre 2006
- Mireille Hadas-Lebel. « Le renouveau de l’hébreu », dans L'Arche, numéro 518, avril 2001
- Mireille Hadas-Lebel,« [www.consistoire.org/documents/448/infojDec07.pdf Eliezer Ben Yehuda] », dans Information juive, décembre 2007, page 36
- Serge Frydman. « Pourquoi l'hébreu ? », dans le site Web Hebreu.org
- Serge Frydman. « Ben Yehuda (1858-1922) », dans le site Web Hebreu.org (PDF)
- Beth Ben Yehuda sur le blog https://edenroadsblog.wordpress.com
- Eliezer Ben-Yehouda et l'hébreu, dans le site Kef Israël

### Documentaire
- Eli Cohen. The Wordmaker, Israël, 1991, 90 minutes, couleur (16 mm/vidéo) hébreu, anglais, français et russe avec sous-titres anglais